# Apotropina fuscipleuris
Apotropina fuscipleuris är en tvåvingeart som först beskrevs av Becker 1911.  Apotropina fuscipleuris ingår i släktet Apotropina och familjen fritflugor. Inga underarter finns listade i Catalogue of Life.